# 미요시 마사야스
미요시 마사야스(일본어: 三好政康, 1528년(교로쿠원년) - 1615년 6월 3일(게이초20년 음력 5월 7일))는 미요시 산닌슈의 한 사람이다. 미요시 뉴도 세이카이(三好入道清海)라는 법명으로도 알려져 있다.

## 생애
미요시 마사나가(三好政長, ja)의 아들로 태어났으며 미요시 마사카쓰의 형이기도 하다.
21세 때인 1549년에 아버지인 마사나가가 에구치 전투(江口の戦い, ja)에서 당주인 나가요시에게 패배하여 전사한다.
이후 마사야스는 호소카와 하루모토의 가신으로서 나가요시와 싸우기도 하나, 나중에 나가요시의 권고에 응하여 화해하여 1555년의 단바 침공이며 1562년의 하타케야마 다카마사(畠山高政, ja) 공략 등에 참가하는 등, 유능한 전선지휘관으로서 나가요시의 세력 확대에 공헌한다.
나가요시의 사후에는 마쓰나가 히사히데와 나머지 미요시 산닌슈와 손잡고 에이로쿠의 변을 일으켜 미요시씨와 대립하던 무로마치 막부의 13대 쇼군인 아시카가 요시테루를 살해하고 요시테루의 사촌동생인 아시카가 요시히데를 14대 쇼군으로 옹립한다.
그러나 이후 히사히데와 대립하게 되며, 오다 노부나가가 교토로 진군해 오자 산닌슈의 나머지 멤버들과 힘을 합쳐 노부나가에 대항하나 패퇴하게 되며 이후 약 5년간의 행적은 알려져 있지 않다.
행적이 다시 명확해 진 것은 도요토미 히데요시의 가신으로서였다. 히데요시의 사후 도쿠가와 이에야스가 대두되며 적지 않은 도요토미 씨의 가신들이 도요토미 씨를 떠나는 와중에서도 계속하여 도요토미 히데요리를 섬겨 1615년, 87세의 고령에도 불구하고 오사카 전투에 참전하나 전사한다.

## 사후
이와 같이 히데요리에게 충절을 다 하고 전사한 경위로 인해 사나다 십용사(真田十勇士, ja)의 미요시 세이카이 뉴도(三好清海入道)의 원형이 되었다.